# Barbara Godard
Barbara Godard (* 24. Dezember 1941 in Toronto; † 16. Mai 2010 in Toronto) war eine kanadische Übersetzungswissenschaftlerin und Literaturkritikerin. Sie lehrte als Universitätsprofessorin an der York-Universität in Toronto.

## Leben
Godard wuchs in Toronto auf und absolvierte an der University of Toronto im Jahr 1964 ihren Bachelor. Für ihren Master, den sie 1967 abschloss, besuchte Godard die Universität Montreal. Zwei Jahre später folgte ein weiterer Abschluss, die Maîtrise, an der Universität Paris VIII, bevor sie 1971 ihren Doktortitel an der Universität Bordeaux erlangte. Während ihrer Doktorandenzeit unterrichtete Godard zeitgleich an der Universität Paris VIII. Im Jahr 1971 folgte Godard dem Ruf als Professorin an der York-Universität in Kanada, wo sie u. a. in den Bereichen Englisch, Französisch sowie Frauenforschung bis zum Jahr 2008 in Vollzeit unterrichtete.
Insbesondere im Bereich der feministischen Übersetzungswissenschaft und Literaturkritik spielte Godard eine wichtige Rolle. So übersetzte sie u. a. Werke von kanadischen Feministinnen wie Nicole Brossard und Yolande Villemaire und war Mitherausgeberin und Mitbegründerin der seit 1981 erschienenen feministischen Fachzeitschrift Tessera, die sich bis zu ihrer Einstellung im Jahr 2005 auf feministische Literaturtheorie und feministisches Schreiben spezialisierte. Godard veröffentlichte mehrere Bücher sowie über 200 Artikel in Fachzeitschriften, deren Fokus hauptsächlich auf der zuvor fehlenden Untersuchung von feministischen Schriften innerhalb der kanadischen Literaturwissenschaft sowie dem Avantgardismus lagen. Mit der Übersetzung von feministischer Literatur aus dem Französischen und dessen Analyse trug sie weiterhin zur zunehmenden Bedeutung von Übersetzungswissenschaft als eigenständige Forschungsdisziplin bei.
Godard starb am 16. Mai 2010 an den Folgen einer Krebserkrankung im Kreise ihrer Familie im Krankenhaus Toronto Western Hospital.

## Auszeichnungen (Auswahl)
- Fellow of the Royal Society of Canada (2010; Godard verstarb während des Wahlprozesses, die Aufnahme erfolgte somit posthum)[3]
- Vinay-Darbelnet Prize, verliehen von der Canadian Association of Translation Studies

## Publikationen (Auswahl)
- Gynocritics: Feminist Approaches to Canadian and Quebec Women’s Writings / Gynocritiques: démarches féministes à l’écriture des canadiennes et québécoises. (Hrsg.) Toronto: ECW 1987.
- Collaboration in the Feminine: Writings on Women and Culture from Tessera. (Hrsg.) Toronto: Second Story 1994.
- Canadian Literature at the Crossroads of Language and Culture. Toronto: NeWest Press 2008.
- Bibliography of Feminist Criticism/Bibliographie de la critique féministe. Toronto: ECW 1987.